# Lucas Stark
Lucas Stark, född  5 januari 1976 i Dunkers församling i Södermanland i Sverige, är en vissångare och gitarrist bosatt i Siljansnäs, Dalarna, tidigare Göteborg. Han var tidigare elev på Nordiska folkhögskolan i Kungälv och har gett ut två CD-album med svenska folksånger i modernare tappning, framför allt skillingtryck tillsammans med bandet Bruksorkestern.
Hans tredje och senaste CD-album är en samling av egna och andras översättningar av Joe Hills sånger och med anledning av 100-årsdagen av Joe Hills död har detta lett till många uppmärksammade turnéer. Stark samarbetar numera ofta med Karl Gunnar Malm, men spelar också i många andra artistkonstellationer.
Lucas Stark skrev dessutom tidigare en översättning av Shel Silversteins sång A Boy Named Sue, mest tidigare känd genom Johnny Cash, på svenska kallad "En grabb döpt till Siv".
Förutom sitt eget musicerande är Lucas Stark även ledamot i Svenska Visakademien.

## Diskografi
- Skillingtryck och andra otidsenligheter  (2007)[7]
- Stolt igenom havets böljor  (2009)
- Lucas Stark sjunger Joe Hill – Strejk i paradiset  2010)[8]